# Хоркера, Альберт
Альберт Хорке́ра Фортиа́ (кат. Albert Jorquera i Fortià  — Алберт Жоркера-и-Фортья; род. 3 марта 1979[…], Бескано, Каталония) — испанский футбольный вратарь.

## Биография
Хоркера пришёл в футбольную школу «Барселоны» 2 ноября 1994 года, в 1995 году стал играть за «Барселону С», а в 1998 году попал во вторую команду. Некоторое время он поиграл в аренде в клубах «Сеута» и «Матаро» из второй испанской лиги, после чего закрепился в основном составе второй команды. Первый матч за основную команду «Барселоны» Хорхера сыграл 17 января 2004 года против «Атлетика» из Бильбао, а с 2005 года после ухода Рюшту Речбера он является дублёром основного вратаря команды, Виктора Вальдеса. А после прихода Хосе Пинто Хоркера является третьим вратарем команды. В 2009 году он перешёл в клуб второго испанского дивизиона ФК «Жирона». В 2010 году завершил профессиональную карьеру.
В декабре 2018 года владельцем клуба «Андорра» стал футболист Жерар Пике. Одним из первых решений было увольнение прежнего тренера Ричарда Имбернона со своего поста. На вакантную должность был назначен Габриэль Гарсия, а его помощником стал Альберт Хоркера, вместе с которым Хоркера работал в швейцарском «Сьоне».

## Достижения
- Чемпион Испании (3): 2005, 2006, 2009
- Обладатель Суперкубка Испании (2): 2005, 2006
- Обладатель Кубка Каталонии (1): 2005
- Победитель Лиги чемпионов (2): 2006, 2009